# Iva Milesová
Iva Milesová, née le 5 mars 1977, est une coureuse de fond tchèque spécialisée en course en montagne. Elle a remporté le Grand Prix WMRA 2009.

## Biographie
Elle commence le ski de fond à l'âge de six ans puis déménage à Prague à sept ans et doit cesser le ski de fond. Elle se met au basket-ball. Son entraîneur Jiří Kunc lui fait savoir qu'elle doit suivre un entraînement physique régulier si elle veut pouvoir participer aux matches. Elle ne rencontre cependant pas de succès mais son entraînement de base lui offre de bonnes conditions pour pratiquer d'autres sports. Lors de ses études à la faculté des sports de l'université Charles de Prague, elle se met à l'athlétisme, d'abord comme loisir, mais commence ensuite la compétition. Elle essaie plusieurs disciplines mais s'oriente finalement vers la course de fond où elle démontre de bonnes aptitudes.
Au début de l'année 2005, Ivo Domanský lui propose de se qualifier pour le Trophée mondial de course en montagne à Wellington. Elle découvre ainsi la discipline de course en montagne. Elle termine 26e du Trophée et remporte la médaille de bronze par équipes avec Anna Pichrtová et Pavla Matyášová.
Le 13 août 2006, elle termine deuxième de Sierre-Zinal, derrière sa compatriote Anna Pichrtová. Le 30 septembre, elle termine également derrière Anna Pichrtová pour sa première participation au Mount Kinabalu Climbathon.
Le 7 avril 2007, elle signe sa meilleure performance en semi-marathon en 1 h 15 min 50 s lors de la Paderborner Osterlauf où elle termine septième. Sentant qu'elle ne progresse pas assez, elle décide de se remettre au ski de fond pour compléter son entraînement hivernal.
En 2009, elle ne prend pas le départ de la montée du Grand Ballon. Par contre, elle prend part à toutes les autres courses du calendrier. Elle décroche 3 podiums aux courses du Grintovec, Feuerkogel et Skåla. Elle obtient ainsi le bonus de participation de 10 points qui lui permet de remporter le classement du Grand Prix WMRA avec 327 points devant Andrea Mayr, auteure de 3 victoires et qui termine deuxième avec 320 points.
Elle remporte la course de montagne du Grintovec en 2012 et termine deuxième du Grand Prix WMRA derrière Valentina Belotti.
Le 19 juillet 2013, elle se livre à un duel serré avec l'Italienne Silvia Serafini mais parvient finalement à s'imposer pour la troisième place dans les derniers mètres du kilomètre vertical des Dolomites. L'épreuve comptant comme championnats d'Europe de skyrunning, elle décroche la médaille de bronze en kilomètre vertical. Le 31 août, elle remporte la course Janské Lázně-Černá hora et devient championne de République tchèque de course en montagne.

## Palmarès

### Course en montagne
| no  | féminin            | Course                                                   | Longueur | Départ            | Temps           |
| --- | ------------------ | -------------------------------------------------------- | -------- | ----------------- | --------------- |
|     | Médaille d'argent  | Course de Schlickeralm                                   | 11,7 km  | 7 août 2005       | 1 h 14 min 51 s |
| 9e  | 9e                 | Championnats d'Europe de course en montagne              | 7,74 km  | 6 juillet 2006    | 44 min 52 s     |
| 41e | Médaille d'argent  | Course de montagne du Grossglockner                      | 13,3 km  | 23 juillet 2006   | 1 h 30 min 53 s |
| 29e | Médaille de bronze | Course de montagne du Grintovec                          | 9,6 km   | 30 juillet 2006   | 1 h 37 min 40 s |
| 37e | Médaille d'argent  | Sierre-Zinal                                             | 31 km    | 13 août 2006      | 3 h 9 min 23 s  |
| 43e | Médaille de bronze | Course du Cervin                                         | 12,5 km  | 20 août 2006      | 1 h 11 min 24 s |
| 17e | Médaille d'argent  | Mount Kinabalu Climbathon                                | 21 km    | 30 septembre 2006 | 3 h 14 min 42 s |
| 3e  | Médaille de bronze | Course du Rocher de Gibraltar                            | 8,2 km   | 28 octobre 2006   | 38 min 44 s     |
| 9e  | 9e                 | Championnats d'Europe de course en montagne              | 8,5 km   | 8 juillet 2007    | 55 min 59 s     |
| 37e | Médaille de bronze | Course de montagne du Grossglockner                      | 13,3 km  | 15 juillet 2007   | 1 h 32 min 6 s  |
| 43e | Médaille de bronze | Sierre-Zinal                                             | 31 km    | 12 août 2007      | 3 h 10 min 44 s |
| 10e | 10e                | Trophée mondial de course en montagne                    | 8,3 km   | 15 septembre 2007 | 42 min 32 s     |
| 29e | Médaille d'argent  | Neirivue-Moléson                                         | 10,6 km  | 6 juillet 2008    | 1 h 15 min 18 s |
| 30e | Médaille d'or      | Course de montagne du Kitzbüheler Horn                   | 12,9 km  | 31 août 2008      | 1 h 17 min 17 s |
| 39e | Médaille de bronze | Course de montagne du Grossglockner                      | 13,3 km  | 19 juillet 2009   | 1 h 29 min 36 s |
| 15e | Médaille d'argent  | Course de montagne du Grintovec                          | 9,6 km   | 26 juillet 2009   | 1 h 35 min 49 s |
| 3e  | Médaille de bronze | Course de montagne du Feuerkogel                         | 9 km     | 9 août 2009       | 1 h 3 min 37 s  |
| 39e | Médaille d'argent  | Montée du Skåla                                          | 8,2 km   | 15 août 2009      | 1 h 27 min 0 s  |
| 21e | Médaille d'or      | Course de montagne du Grintovec                          | 9,6 km   | 29 juillet 2012   | 1 h 39 min 37 s |
| 30e | Médaille d'or      | Course de montagne du Feuerkogel                         | 10 km    | 12 août 2012      | 1 h 10 min 18 s |
| 19e | Médaille d'argent  | Course de montagne du Kitzbüheler Horn                   | 12,9 km  | 26 août 2012      | 1 h 16 min 55 s |
| 76e | Médaille de bronze | Championnats d'Europe de skyrunning - Kilomètre vertical | 2,3 km   | 19 juillet 2013   | 43 min 9 s      |
| 39e | Médaille de bronze | Course de montagne du Grintovec                          | 9,6 km   | 28 juillet 2013   | 1 h 47 min 40 s |
| 15e | Médaille d'or      | Championnats de République tchèque de course en montagne | 8,6 km   | 31 août 2013      | 46 min 9 s      |
| 14e | Médaille d'or      | Caux-Les-Rochers-de-Naye                                 | 9,5 km   | 5 juillet 2015    | 1 h 2 min 39 s  |

### Route
| Année | Compétition                         | Lieu      | Place | Épreuve       | Performance     |
| ----- | ----------------------------------- | --------- | ----- | ------------- | --------------- |
| 2005  | Semi-marathon de Prague             | Prague    | 5e    | Semi-marathon | 1 h 20 min 44 s |
| 2005  | Žebrácká pětadvacítka               | Žebrák    | 3e    | 25 kilomètres | 1 h 36 min 46 s |
| 2006  | Semi-marathon de Prague             | Prague    | 6e    | Semi-marathon | 1 h 21 min 11 s |
| 2006  | Paderborner Osterlauf               | Paderborn | 6e    | Semi-marathon | 1 h 18 min 18 s |
| 2006  | Semi-marathon de Merano             | Merano    | 4e    | Semi-marathon | 1 h 18 min 14 s |
| 2006  | Semi-marathon des vins de Pardubice | Pardubice | 4e    | Semi-marathon | 1 h 20 min 17 s |
| 2007  | Paderborner Osterlauf               | Paderborn | 7e    | Semi-marathon | 1 h 15 min 50 s |
| 2007  | Semi-marathon des vins de Pardubice | Pardubice | 5e    | Semi-marathon | 1 h 19 min 36 s |
| 2007  | Semi-marathon de Merano             | Merano    | 5e    | Semi-marathon | 1 h 19 min 23 s |
| 2007  | Trierer Stadtlauf                   | Trèves    | 4e    | Semi-marathon | 1 h 24 min 8 s  |
| 2008  | Midwinter marathon                  | Apeldoorn | 2e    | Marathon      | 3 h 0 min 58 s  |
| 2008  | Paderborner Osterlauf               | Paderborn | 5e    | Semi-marathon | 1 h 23 min 10 s |
| 2012  | Memoriál Karla Raise Počerady-Louny | Louny     | 3e    | 15 kilomètres | 1 h 0 min 19 s  |

## Records
| Épreuve       | Performance     | Date           | Lieu               |
| ------------- | --------------- | -------------- | ------------------ |
| 3 000 mètres  | 10 min 29 s 13  | 4 juin 2013    | Prague             |
| 5 000 mètres  | 18 min 11 s 25  | 25 juin 2006   | Prague             |
| 10 000 mètres | 37 min 12 s 90  | 27 juin 2009   | Prague             |
| 5 kilomètres  | 17 min 53 s     | 2 juin 2007    | Neuss              |
| 10 kilomètres | 35 min 45 s 2   | 3 mars 2007    | Prague             |
| 15 kilomètres | 55 min 13 s     | 15 avril 2007  | Chomutov           |
| 10 miles      | 1 h 2 min 17 s  | 13 mai 2006    | Berne              |
| 20 kilomètres | 1 h 14 min 58 s | 11 mars 2007   | Alphen-sur-le-Rhin |
| Semi-marathon | 1 h 15 min 50 s | 7 avril 2007   | Paderborn          |
| 25 kilomètres | 1 h 36 min 46 s | 14 août 2005   | Žebrák             |
| Marathon      | 3 h 0 min 58 s  | 3 février 2008 | Apeldoorn          |